# Rajanato de Butuan
El Rajanato de Butuan (también llamado Reino de Butuan) fue una entidad política filipina precolonial centrada en el norte de la isla de Mindanao en la ciudad moderna de Butuán en lo que ahora es el sur de Filipinas. Era conocido por su minería y elaboración de productos de oro y su extensa red comercial en el área de Nusantara. El reino tenía relaciones comerciales con las antiguas civilizaciones de Japón, China, India, Indonesia, Persia, Camboya y las áreas que ahora forman parte de Tailandia.
Los balangays que se han encontrado a lo largo de las orillas este y oeste del río Libertad (antiguo río Agusan) han producido muchas evidencias sobre la historia de Butuan, que permiten suponer que Butuan fue un importante puerto comercial en la región de Caraga durante la era precolonial.

## Historia
La evidencia indica que Butuan estuvo en contacto con la dinastía Song de China al menos en el año 1001 d. C. El anal chino Song Shih registró la primera aparición de una misión tributaria de Butuan (Lijehan 李竾罕 y Jiaminan) en la Corte Imperial China el 17 de marzo de 1001 d. C. Butuan (o "Buotuan" 蒲端 en chino medio) en esa época era un centro comercial y de extracción de oro en el noreste de Mindanao, conocido por fabricar herramientas y armas de metal, instrumentos musicales y joyas de oro. Los anales chinos describieron a Butuan como un reino hindú con una monarquía budista. El jefe (o "rey") de Butuan llamado Kiling envió un delegado bajo el mando de I-hsu-han, con un memorial formal solicitando el mismo estatus en el protocolo de la corte que tenía el enviado de Champa. El investigador Eric Casino cree que el nombre Kiling no es de origen visayano sino indio, porque Kiling se refiere a la gente de la India. El Sejarah Melayu (Anales malayos) del país vecino de Malasia, se refiere a los Keling, —nombre de grafía similar—, como inmigrantes de la India. La solicitud de Rajah Kiling de igualdad diplomática en el protocolo hacia su Rajahnate fue luego denegada por la corte imperial china, principalmente debido al favoritismo hacia la civilización Champa.
Más tarde, un nuevo rajá con el nombre indianizado Sri Bata Shaja logró la igualdad diplomática con Champa al enviar al extravagante embajador Likanhsieh. Likanhsieh sorprendió al emperador Zhenzong al presentar un monumento grabado en una tableta de oro, algo de alcanfor de dragón blanco (Bailong 白龍), clavo de olor de las Molucas y un esclavo del Mar del Sur en la víspera de un importante sacrificio ceremonial de estado. Esta demostración de irreverencia despertó el interés de China por la política y las relaciones diplomáticas entre los dos gobiernos alcanzaron su punto máximo durante la dinastía Yuan. Posteriormente, en los años 1300, los anales chinos, Nanhai zhi, informaron que Brunéi invadió o administró los reinos filipinos de Butuan, Sulu y Ma-i (Mindoro), que recuperarían su independencia en una fecha posterior. Los registros chinos sobre la política se detuvieron después del reinado de Rajah Siagu, el último Rajah independiente de Butuan. Fue subyugado formalmente al Imperio español después de que él y su hermano, Rajah Kolambu de Limasawa, hicieran un pacto de sangre con Fernando de Magallanes en 1521.

## Orígenes del nombre

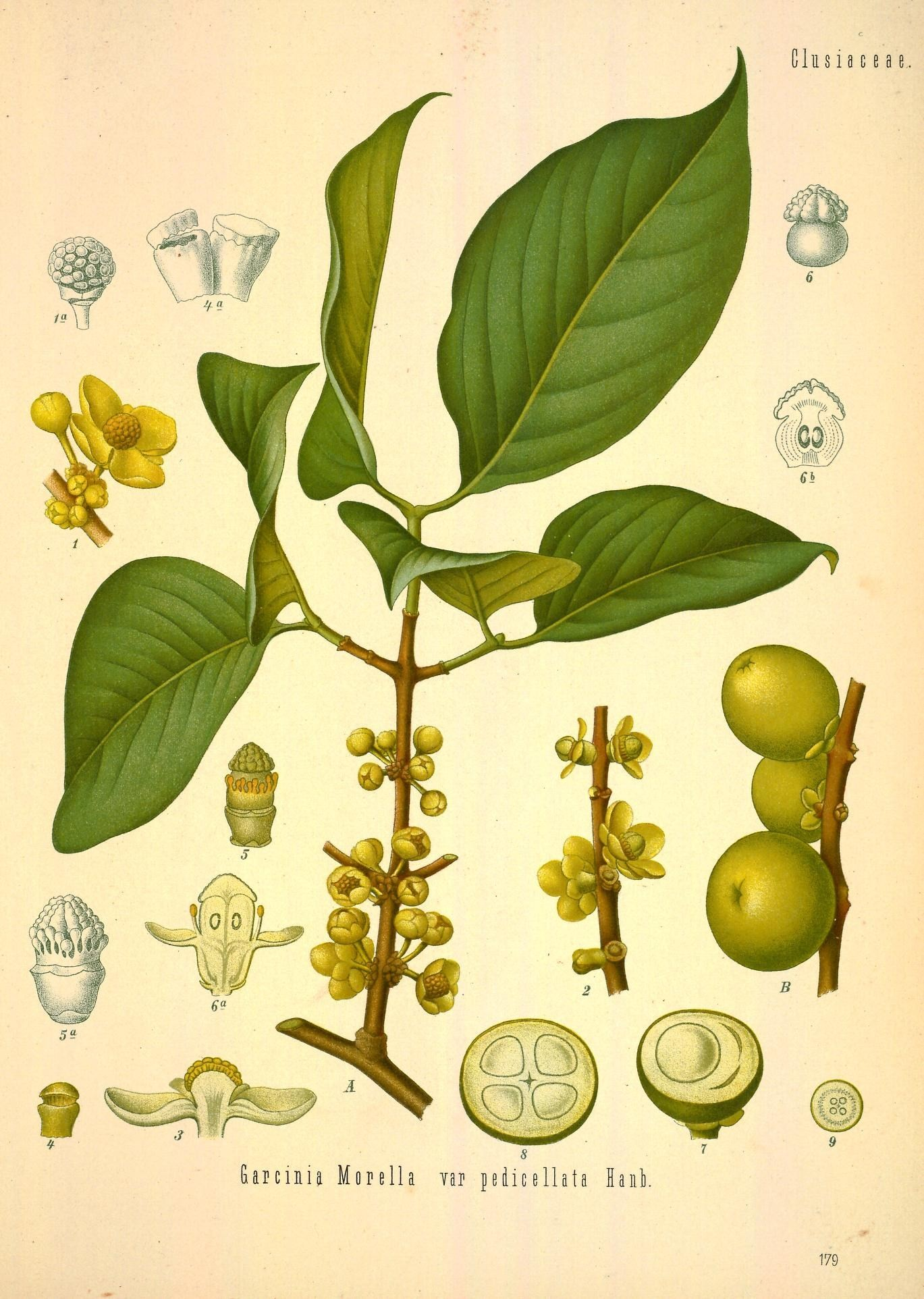
Ilustración de la Garcinia morella, llamada localmente batuan, una de las especies de las que podría derivar en el nombre de Butuan

Se cree que el nombre Butuan existió mucho antes de que los conquistadores españoles llegaran al archipiélago filipino. Un posible indicio de esto es un sello de marfil de rinoceronte con un diseño tallado en la antigua escritura javanesa o kawi temprana (utilizada alrededor del siglo X d. C.) que, según un erudito holandés, fue descifrado como But-wan. Otro relato sugiere que el nombre deriva de la palabra «batuan», una fruta relacionada con el mangostán, común en Mindanao. Otra alternativa es que el nombre deriva de Datu Bantuan, posiblemente un antiguo datu de la región.